# Escalos de Baixo

## Histoire
Escalos de Baixo est un village d'origine romaine, épargné des troupes napoléoniennes en 1807 après le siège de Castelo Branco.
L'origine du nom est associé au village voisin d'Escalos de Cima, contrairement à la traduction littéraire d'Escalos, sorte de bar d'eau douce, un poisson, le nom viendrait du latin In Scallis, les bornes de marquages datant de l'époque romaine. La création du village date de cette époque
Le gentilé est : Escalense

## Géographie
Village situé dans l'ancienne province de Beira-Baixa, Escalos de Baixo est édifié sur le versant nord est de la petite rivière São Sebastião au confluent du ribeiro do Vale de Aldeia, sur un petit monticule, sur sa partie la plus ancienne dite le Arrabalde.
Le reste du village s'est développé sur l'autre rive du vale d'Aldeia, où est bâtie l'église São Silvestre, ayant pris le rôle d'église paroissiale de l'ancienne église du village toujours visible au cœur du Arrabalde, NS das Neves.
Au XXe siècle, la ville s'est étirée le long de la route menant à Castelo Branco et menant vers l'est à la frontière de Segura.
Le territoire du village s'étend du plateau d'Alcains, aux rives abruptes du rio Ponsul, le paysage est pour l'ensemble vallonné, rocailleux (carrières au sud) boisé d'eucalyptus en bosquet, de rares pins, et les domaines agricoles sont plantés de chênes verts, d'oliviers, l'ensemble ayant pour ligne d'horizon les contreforts de la Serra de Gardunha.
L'altitude du village varie de 200 à 350 mètres environ.

## Patrimoine
Église São Silvestre, église paroissiale.
Église Nossa Senhora das Neves. Notre-Dame des neiges, ancienne église paroissiale.
Chapelle São Antonio, située en sortie du village près du cimetière.
Chapelle São Sébastião, établie au bord de la rivière du même nom
Chapelle São Luis, isolée en campagne au lieu-dit Monte São Luis
Chapelle Nossa Senhora Dos Aflitos avec maison seigneuriale attenante.
Chafariz, fontaine, abreuvoir et lavoir.
Quartier médiéval dit Arrabalde. Hauts murs de pierre, vieilles maison en granit, avec encadrement de porte gravé et sculpté. Maison avec balcon en encorbellement, maison semi circulaire. 
Maison avec colonnes datant de l'époque gallo-romaine, située derrière l'église paroissiale. 
Pont de Munheca sur le rio Ponsul datant de 1875.